# August Niewerth
August (Bobbi) Niewerth (* 27. März 1890 in Hasserode; † nach dem 27. März 1980) war ein deutscher Ingenieur, Unternehmer und Flugpionier.

## Leben

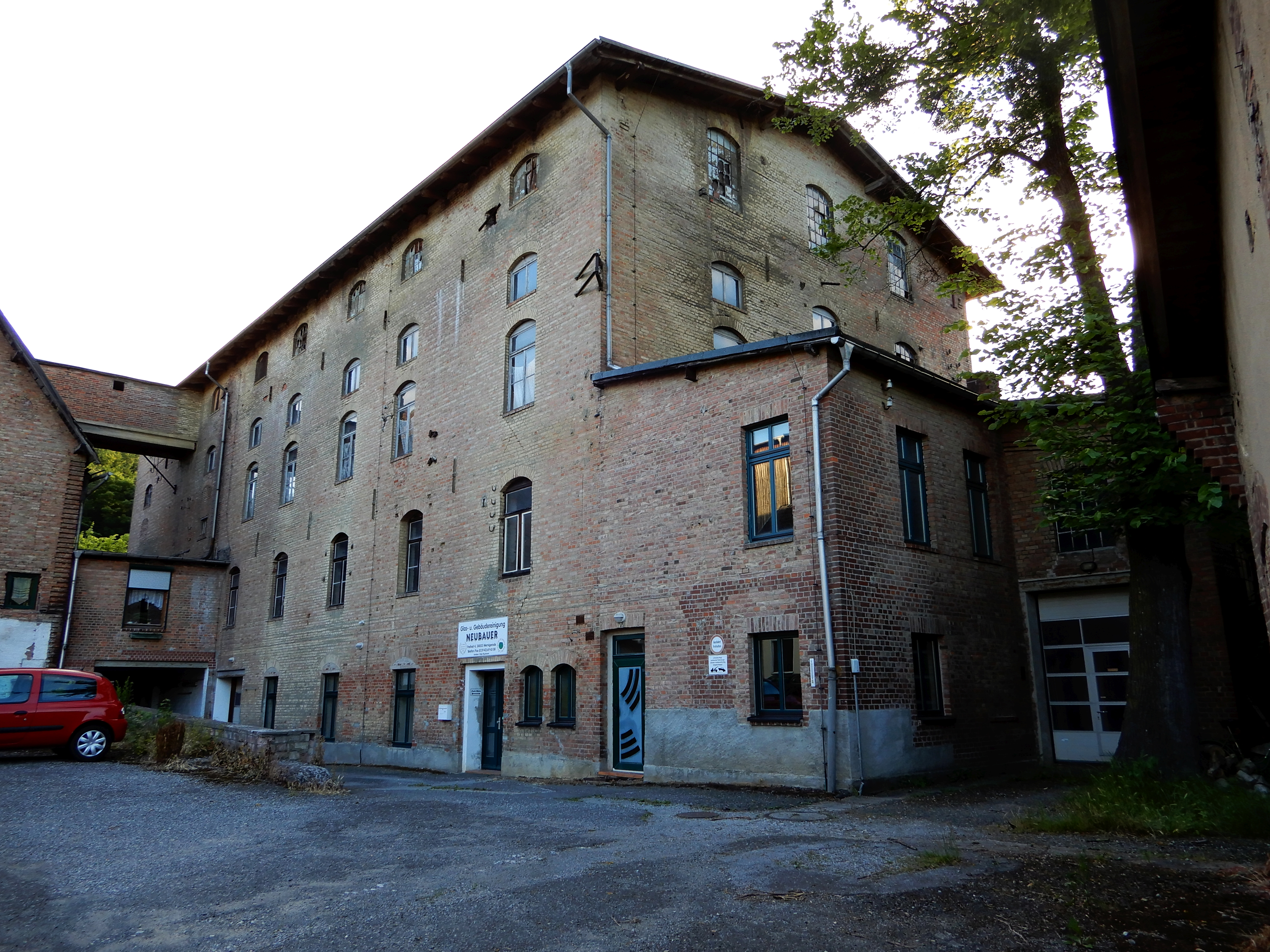
Früheres Niewerth’sches Sägewerk in Hasserode

Sein gleichnamiger Vater August Niewerth betrieb als Ingenieur auf dem Grundstück Freiheit 4 in Hasserode ein Sägewerk mit Holzmehlmühle. Nach dem Besuch der Volksschule in Hasserode ging August Niewerth junior an das Fürst-Otto-Gymnasium in Wernigerode, wo er das Abitur ablegte. Danach studierte er Maschinenbau und Elektrotechnik an der Technischen Hochschule Hannover. Das Studium schloss er kurz vor Ausbruch des Ersten Weltkriegs als Diplom-Ingenieur ab. Niewerth wurde zum Wehrdienst einberufen und erhielt in Gotha eine militärische Ausbildung zum Flugzeugführer. Zum Flugtraining diente eine Etrich Taube aus dem Jahr 1910.
Als Pilot wurde August Niewerth an der Westfront eingesetzt. Dabei war er der erste Deutsche, der einen Nachtflug nach Épinal unternahm. Daraufhin wurde er als Flugzeugführer und Technischer Offizier im Bombengeschwader 1 eingesetzt, das sich auf Nachtflüge spezialisiert hatte.
Nach seiner Rückkehr aus dem Kriegsdienst übernahm er die Betriebsleitung des elterlichen Sägewerks im mittlerweile nach Wernigerode eingemeindeten Hasserode. Nach dem Tod des Vaters wurde er Inhaber dieses Familienunternehmens.
In seiner Freizeit blieb August Niewerth der Fliegerei treu. Er wurde Gründer und 1. Vorsitzender des Vereins zur Förderung der Luftfahrt. Unter der Nr. 65 wurde für ihn 1928 die offizielle amtliche Fluglizenz ausgestellt. Er wurde Mitglied im Deutschen Luftsport-Verband e. V. (DLV) und leitete 1933 die Flieger-Ortsgruppe Wernigerode. Unter anderem auf seine Anregung hin wurde in Wernigerode ein Flugplatz angelegt, an dessen Rand er sich eigene Flugzeughallen errichtete und eine Segelflugschule betrieb, die besonders von Segelfliegern aus den Niederlanden besucht wurde. Niewerth konstruierte einen eigenen Flugzeugschlepp, den er Auerhahn nannte und mit dem er als erster Segelflieger am 1. Dezember 1922 den Gipfel des Brockens im Harz erreichte. Eines seiner Leichtflugzeuge trug seinen Spitznamen Bobbi.
Vor Erreichen seines 50. Geburtstags zog sich Niewerth aus dem aktiven Flugsport zurück. Gemeinsam mit Heinrich Klages u. a. gründete er die Harzer Sägewerke GmbH in Wernigerode. Nach dem Zweiten Weltkrieg drohte eine Sequestration des Unternehmens, als ehemaliges NSDAP-Mitglied schied er als Teilhaber aus. Er ließ sich in Bad Lauterberg nieder, wo er 1980 seinen 90. Geburtstag beging.

## Ehrungen
- Königlicher Hausorden von Hohenzollern